# Luc-en-Diois
Luc-en-Diois este o comună în departamentul Drôme din sud-estul Franței. În 2009 avea o populație de 537 de locuitori.

## Evoluția populației
| An        | 1975 | 1982 | 1990 | 1999 | 2006 | 2009 |
| --------- | ---- | ---- | ---- | ---- | ---- | ---- |
| Populație | 452  | 450  | 478  | 490  | 526  | 537  |